# Radoslav Rogina
Radoslav Rogina (Varaždin, 3 marzo 1979) è un ex ciclista su strada croato, professionista dal 2002 al 2020, vincitore di un Giro di Slovenia (2013) e di un Tour of Qinghai Lake (2015).

## Palmarès
- 1999 (Juniores)

4ª tappa Tour of Croatia
- 2001 (una vittoria)

2ª tappa Grand Prix Kranj (Kranj > Kranj)
- 2003 (Perutnina Ptuj, sei vittorie)

GP Istria 3
1ª tappa The Paths of King Nikola (Budva > Nikšić)
3ª tappa The Paths of King Nikola (Cettigne > Bijelo Polje)
Classifica generale The Paths of King Nikola
Campionati croati, Prova in linea Elite
Campionati croati, Prova a cronometro Elite
- 2006 (Perutnina Ptuj, due vittorie)

3ª tappa The Paths of King Nikola (Budva > Cettigne)
Classifica generale The Paths of King Nikola
- 2007 (Perutnina Ptuj, tre vittorie)

Grand-Prix Triberg-Schwarzwald
2ª tappa Tour de Serbie (Novi Sad > Divčibare)
Classifica generale Tour of Croatia
- 2008 (Perutnina Ptuj, tre vittorie)

2ª tappa Tour of Slovenia (Pirano > Capodistria)
2ª tappa Tour de Serbie (Banja Koviljača > Pale)
4ª tappa Tour de Serbie (Zlatibor > Kopaonik)
- 2009 (Loborika, tre vittorie)

1ª tappa The Paths of King Nikola (Cettigne > Castelnuovo)
Classifica generale The Paths of King Nikola
Trofeo Internazionale Bastianelli
- 2010 (Loborika, quattro vittorie)

3ª tappa Istrian Spring Trophy (Pisino > Zelena Laguna)
2ª tappa Tour du Maroc (Marrakech > Béni Mellal)
Campionati croati, Prova in linea Elite
1ª tappa Tour of Qinghai Lake (Xining > Tongren)
- 2011 (Loborika Favorit Team, una vittoria)

Memorijal Stjepan Grgac
- 2012 (Adria Mobil, una vittoria)

4ª tappa Szlakiem Grodów Piastowskich (Dzierżoniów > Świdnica)
- 2013 (Adria Mobil, tre vittorie)

Grand Prix Šenčur
4ª tappa Tour of Slovenia (Škofja Loka > Passo della Moistrocca)
Classifica generale Tour of Slovenia
- 2014 (Adria Mobil, quattro vittorie)

Internationale Raiffeisen Grand Prix
Campionati croati, Prova in linea Elite
1ª tappa Sibiu Cycling Tour (Sibiu > Lago Bâlea)
Classifica generale Sibiu Cycling Tour
- 2015 (Adria Mobil, una vittoria)

Classifica generale Tour of Qinghai Lake
- 2016 (Adria Mobil, una vittoria)

Campionati croati, Prova in linea Elite

### Altri successi
- 2006 (Perutnina Ptuj)

Classifica a punti The Paths of King Nikola
Classifica scalatori The Paths of King Nikola
- 2012 (Adria Mobil)

Classifica scalatori Szlakiem Grodów Piastowskich
- 2013 (Adria Mobil)

Classifica scalatori Tour of Slovenia
- 2014 (Adria Mobil)

Classifica a punti Sibiu Cycling Tour

## Piazzamenti

### Grandi Giri
- Giro d'Italia

2004: 86º

### Competizioni mondiali
- Campionati mondiali

Novo Mesto 1996 - In linea Junior: 15º
San Sebastián 1997 - In linea Junior: 32º
Valkenburg 1998 - In linea Under-23: 116º
Verona 1999 - In linea Under-23: 76º
Plouay 2000 - In linea Under-23: 65º
Lisbona 2001 - In linea Under-23: 31º
Hamilton 2003 - In linea Elite: 94º
Salisburgo 2006 - In linea Elite: 59º
Stoccarda 2007 - In linea Elite: 20º
Melbourne 2010 - In linea Elite: 46º
Copenaghen 2011 - In linea Elite: 140º
Limburgo 2012 - Cronosquadre: 27º
Limburgo 2012 - In linea Elite: 57º
Toscana 2013 - Cronosquadre: 20º
Toscana 2013 - In linea Elite: ritirato
Ponferrada 2014 - Cronosquadre: 27º
Richmond 2015 - In linea Elite: 108º
- Giochi olimpici

Pechino 2008 - In linea: 25º
Londra 2012 - In linea: 41º

### Competizioni continentali
- Campionati europei

Apremont 2001 - In linea Under-23: 20º
Plumelec 2016 - In linea Elite: 22º